# When Boys Fly
When Boys Fly es un documental de 2002 sobre las fiestas del circuito gays dirigido por Stewart Halpern y Lenid Rolov.
El documental se proyectó en varios festivales de cine gay y lésbico antes de ser lanzado en DVD de la Región 1 el 26 de noviembre de 2002.

## Sinopsis
La película sigue a varios asistentes a la White Party (Fiesta Blanca) anual en Miami, Florida. Los temas principales son:
- Tone, un joven de 21 años de Dallas, Texas. Tone ha asistido a varias fiestas del circuito anteriormente y se ha metido en problemas por el consumo descontrolado de
- Brandon, un esudiante dde CLA de 23 años que nunca ha estado en una fiesta del circuito antes. Él es amigo de Tone y viajan juntos a la fiesta. Brandon es muy firme en su decisión de no consumir drogas en la fiesta y le preocupa que lo condenen al ostracismo en la fiesta por su decisión.
- Los floridanos Jon, Jason y Todd. Jon tiene 19 años. Jason tiene poco más de 20 años. Todd tiene unos 30 años. Jon y Todd han estado saliendo durante dos años. Antes de salir, Todd y Jason salieron juntos. Al principio había tensión entre Jason y Jon, pero ahora son mejores amigos. La única razón por la que Jon aceptó asistir fue que Todd prometió que Jon sería el foco de toda su atención.

### Pre-fiesta
Brandon pierde el rastro de Tone, quien no se preocupa y busca a sus "amigos del circuito". Brandon se encuentra con Greg, su novio Jeff y algunos de sus amigos y compran ropa para la fiesta. Greg y su grupo piensan que Brandon es genial, pero Brandon inicialmente piensa que Greg es un "tipo típico de circuito superficial". A medida que los conoce mejor, se da cuenta de que Greg (que estaba haciendo su doctorado en Psicología en la Universidad de Michigan y planeaba ingresar al mundo académico) es más profundo de lo que pensó al principio.
Jon y Todd cuentan su experiencia traumática con la droga ilegal GHB en una fiesta anterior. Después de tomar una dosis normal, ambos dejaron de respirar al cabo de 30 minutos y estuvieron hospitalizados con respiradores durante varios días.

### En la fiesta
Tone se mantiene sobrio y no consigue divertirse. Conoce a su amigo Matt, quien lo alimenta con GHB, racionalizando que si él es quien a dosifica Tone, Matt puede controlar y monitorear su uso.
Jon descubre a Todd "coqueteando" con otro hombre y rompe la relación con él en el acto. A pesar de haber observado las malas reacciones de Jon y Todd con el GHB, Jason decide tomar algo. Él termina desmayado y Jon y Todd se encargan de él.
Brandon se mantiene fiel a su decisión de mantenerse alejado de las drogas. Sus temores de ostracismo resultan infundados.

### Post-fiesta
Después de regresar a casa, Jon y Todd ya no se hablan. Varios meses después de la fiesta, Brandon conoció a un novio y lo llevó a casa para que conociera a su madre. Tone continuó festejando y consumiendo drogas hasta que sufrió un derrame cerebral leve a los 22 años. Scott lo cuidó hasta que recuperó la salud. Tone ingresó a un centro de rehabilitación y hasta la fecha de estreno de la película permanecía limpio y sobrio.